# 安曇野わさび田湧水群公園

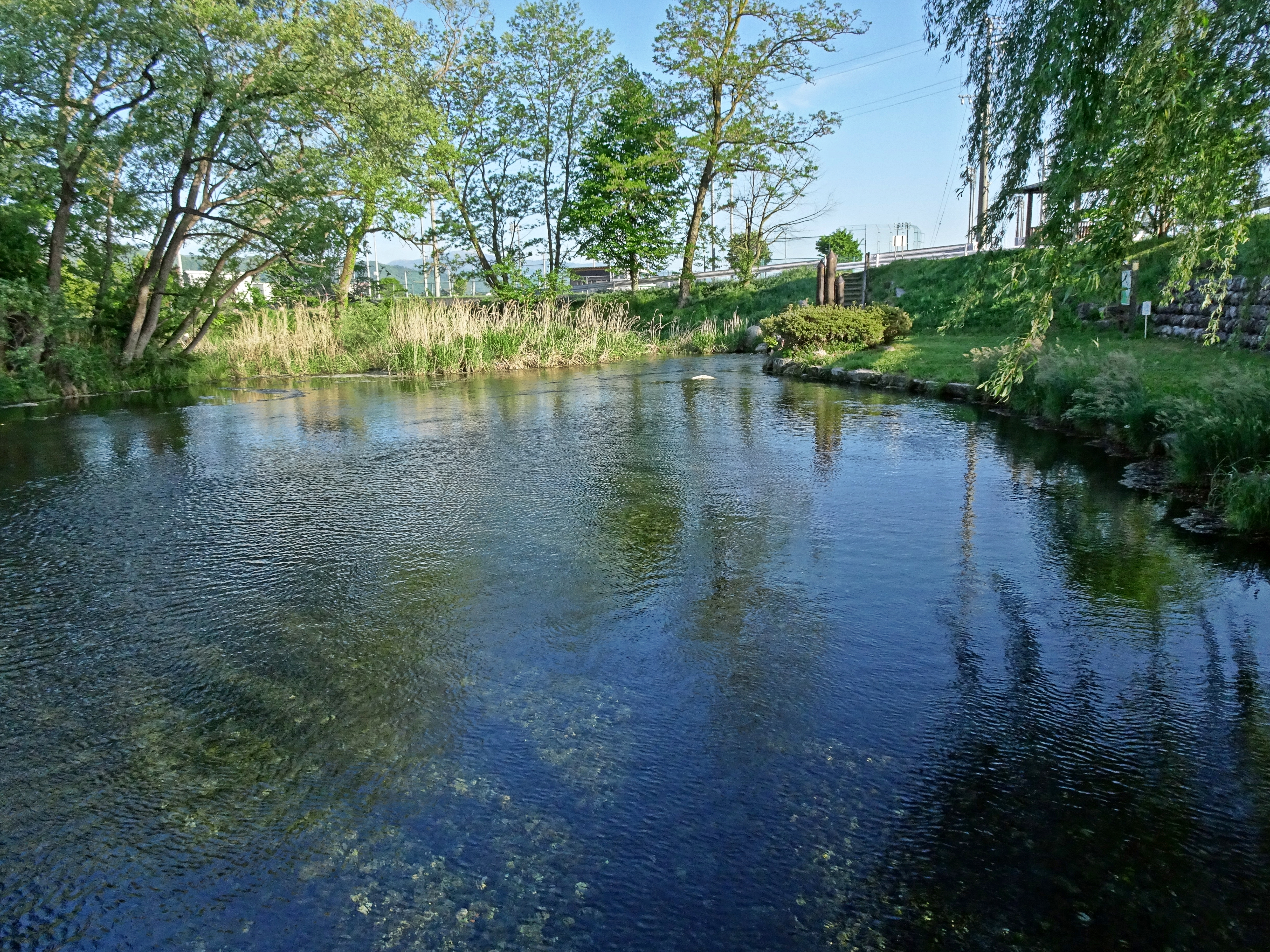
湧水池の南方を撮影

安曇野わさび田湧水群公園（あづみのわさびだゆうすいぐんこうえん）は、長野県安曇野市豊科南穂高にある親水公園。

## 概要
安曇野わさび田湧水群は、北アルプスの雪解け水が1日約70万立方メートル湧出し、年間通して水量、水温に変化がない。名水百選（環境省）に選ばれており、豊富に湧き出る透き通った水と、水面に映る木々の緑が美しい。園内の池にはコイやニジマス、カモが泳ぐ姿が見られる。

## 入場時間
- 終日、通年[1]。

## 入場料
- 無料[1]

## 周辺
- 万水川
- 安曇野の里・田淵行男記念館
- 県民豊科運動広場
- 重柳八幡宮
- 重柳公民館
- 細萱氏館跡